# Yan Xuetong

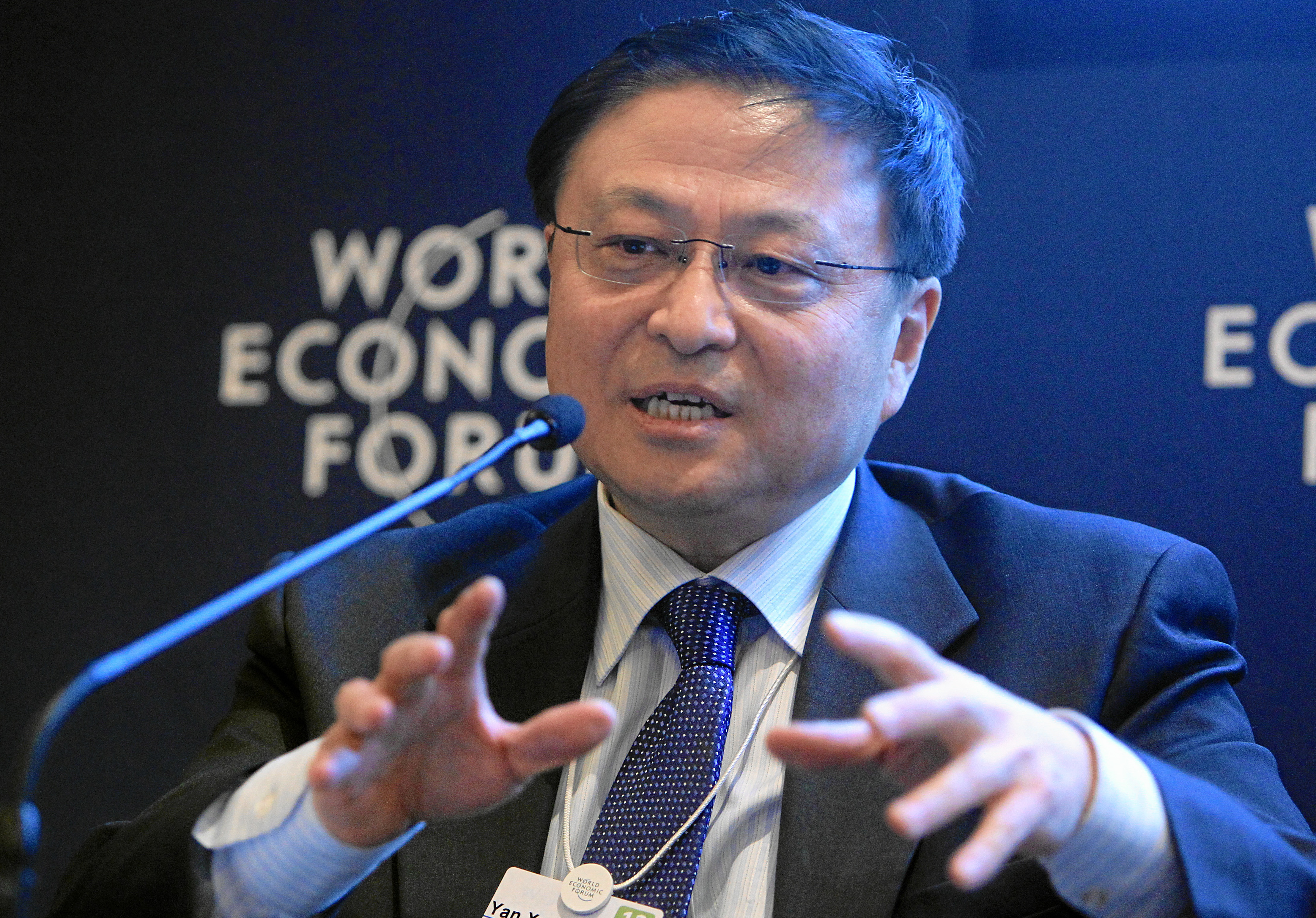
Yan Xuetong, 2013

Yan Xuetong (* 7. Dezember 1952 in Tianjin, China) ist ein chinesischer Politikwissenschaftler und Direktor des Instituts für Internationale Studien der Tsinghua-Universität Peking.
Er ist Chefredakteur des "The Chinese Journal of International Politics" (Oxford University Press), Buchautor und Regierungsberater. 2008 wurde er von Foreign Policy als einer der "Top 100 public intellectuals" der Welt geführt.

## Karriere
1982 machte Yan einen Bachelor of Arts in Englisch an der Heilongjiang University, 1986 einen Magister in Internationale Beziehungen am Institute of International Relations, 1992 machte er seinen Ph.D. an der University of California, Berkeley.
Dank seiner Kombination von guten Regierungsverbindungen und ausgezeichnetem Englisch wurde er nach seiner Rückkehr nach China zu einem begehrten Interviewpartner des Auslands.
Spätestens seit seinem 2010 auf Englisch erschienenen "Ancient Chinese Thought, Modern Chinese Power" wird er in seiner Forderung nach Ausweitung der Rolle des Landes auf der Weltbühne sehr deutlich.
Diesem folgten 2011 zwei von ihm verfasste Artikel in der New York Times, in denen er sich gegen die Tradition der zurückhaltenden Außenpolitik Deng Xiaopings ausspricht, obwohl er betont, dass dies nicht die Mehrheitsmeinung ist., sein zweites Statement trägt gar den Titel "Wie China Amerika schlagen kann".
Er ist ein Gegner der politischen Theorien Alexander Wendts.
Er wird als Vertreter der harten Linie angesehen, dessen Meinungen die der chinesischen Führung wiedergeben.

## Bibliografie (Auswahl)
- Analyse der Nationalen Interessen Chinas (Chinesisch), Sieger des 1998 China Book Prize,
- Ancient Chinese Thought, Modern Chinese Power, Princeton University Press, 2010
- The Instability of China–US Relations, in The Chinese Journal of International Politics, Oxford University Press, 2010
- International Leadership and Norm Evolution, in The Chinese Journal of International Politics, Oxford University Press, 2011
- From Keeping a Low Profile to Striving for Achievement, in The Chinese Journal of International Politics, Oxford University Press, 2014
- Political Leadership and Power Redistribution, in The Chinese Journal of International Politics, Oxford University Press, 2016
- Chinese Values vs. Liberalism: What Ideology Will Shape the International Normative Order?, in The Chinese Journal of International Politics, Oxford University Press, 2018
- Leadership and the Rise of Great Powers, Princeton University Press, 2019
- Bipolar Rivalry in the Early Digital Age, in The Chinese Journal of International Politics, Oxford University Press, 2020.